# Шульженко, Борис Сергеевич
Борис Сергеевич Шульженко (24 августа 1919, село Хоружевка, Полтавская губерния — 4 июня 1970, Киев) — советский и комсомольский деятель, 1-й заместитель председателя КГБ при Совете Министров Украинской ССР, генерал-майор. Депутат Верховного Совета УССР 6-7-го созывов.

## Биография
Родился в бедной крестьянской семье. Окончил среднюю школу.
В 1937 году поступил на геолого-географический факультет Киевского государственного университета. С началом Великой Отечественной войны в июне 1941 года призван в Красную армию.
В 1942 году окончил курсы по подготовке командного состава. Служил командиром взвода артиллерийской батареи, с мая 1944 года — командиром батареи 406-го стрелкового полка 124-й стрелковой дивизии на Юго-Западном, Калининском, Ленинградском, 3-м Белорусском фронтах. Был трижды ранен, получил I группу инвалидности (впоследствии сменил на II группу). В 1945 году демобилизован из Советской Армии.
Член ВКП(б) с 1943 года.
После демобилизации окончил Киевский государственный университет, находился на комсомольской и партийной работе. В 1945—1946 г. — комсомольский организатор (комсорг) ЦК ВЛКСМ в Киевском государственном университете.
В сентябре 1946 — январе 1948 г. — 1-й секретарь Киевского городского комитета ЛКСМУ, член Бюро ЦК ЛКСМУ. В январе — феврале 1948 г. — 2-й секретарь, а в феврале 1948—1950 г. — 1-й секретарь Киевского областного комитета ЛКСМУ.
В 1950—1952 г. — секретарь ЦК ЛКСМУ. В 1952—1954 г. — 2-й секретарь ЦК ЛКСМУ.
В июне 1954 — июне 1957 г. — заведующий сектором отдела науки и культуры ЦК КПУ, заместитель заведующего отдела пропаганды и агитации ЦК КПУ.
В июне 1957 — августе 1959 г. — начальник 4-го Управления Комитета государственной безопасности (КГБ) при Совете Министров Украинской ССР.
В августе 1959 — июне 1970 г. — 1-й заместитель председателя КГБ при Совете Министров Украинской ССР.
Похоронен в Киеве на Байковом кладбище.

## Звание
- лейтенант (1944)
- генерал-майор (9.12.1964)

## Награды
- два ордена Ленина (28.10.1948, 1967)
- орден «Знак Почёта»
- орден Красной Звезды
- медали[2]